# Milton, New Hampshire
Milton är en kommun (town) i Strafford County i delstaten New Hampshire, USA med 4 598 invånare (2010). 

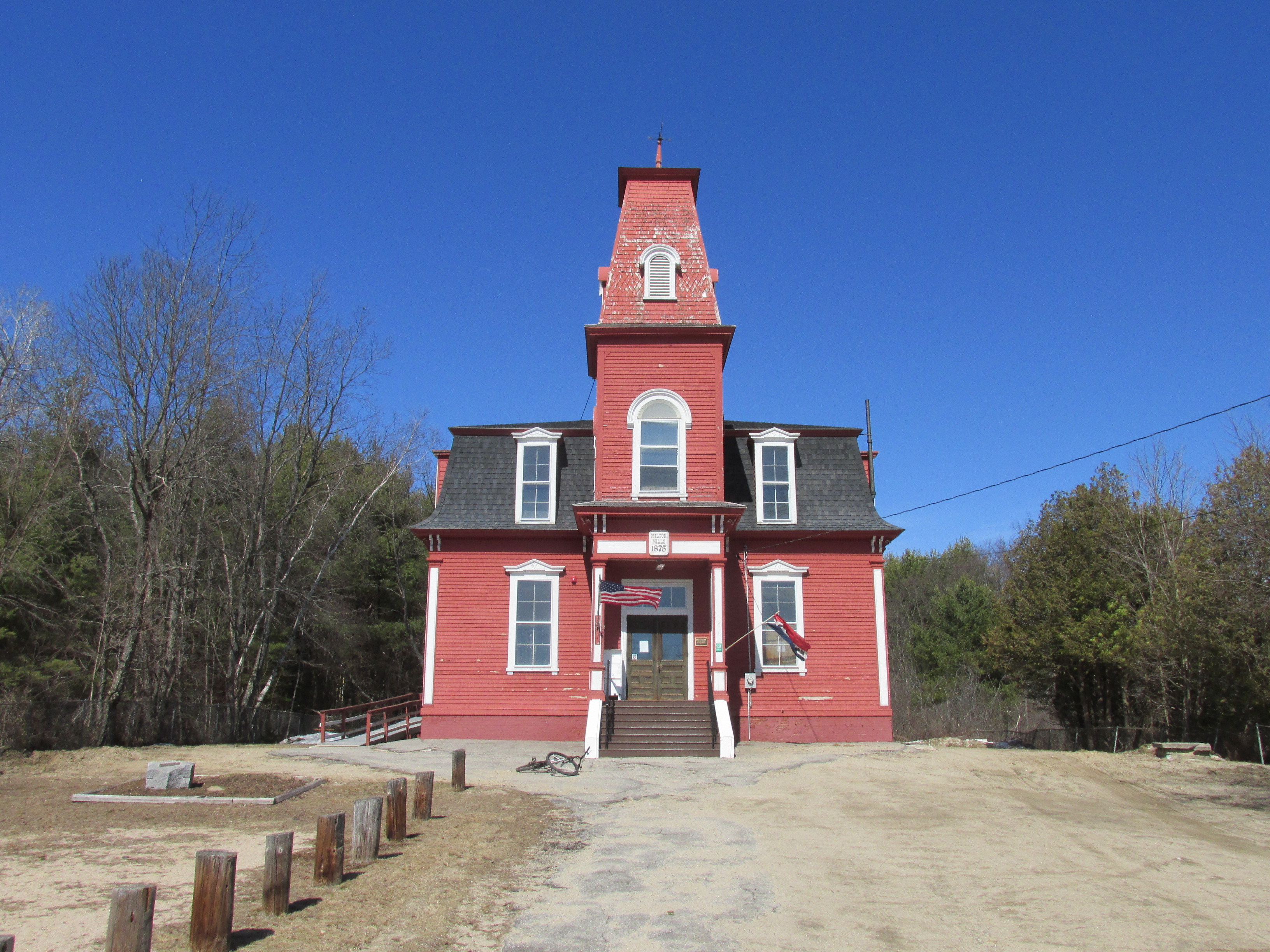